# Froesiodendron
Froesiodendron es un género de plantas fanerógamas con tres especies perteneciente a la familia de las anonáceas. Son nativas de América meridional.

## Taxonomía
El género fue descrito por Robert Elias Fries y publicado en Arkiv för Botanik, Andra Serien 3: 439. 1956.  La especie tipo es: Froesiodendron amazonicum

## Especies
| - Froesiodendron amazonicum - Froesiodendron longicuspe - Froesiodendron urceocalyx |